# Cinéthon de Sparte
Cinéthon de Sparte ou de Lacédémone (en grec ancien Κιναίθων / Kinaíthôn, en latin Cinaethon) est un poète grec épique originaire de Sparte.

## Notice historique
La datation d'Eusèbe de Césarée est sujette à caution : il fait de lui un contemporain des premières olympiades (-764/-763). Son nom est diversement associé à plusieurs poèmes cycliques : Œdipodie, Petite Iliade ou Télégonie, mais ces œuvres possèdent traditionnellement de nombreuses attributions et aucun des fragments de Cinéthon ne peut leur être rattaché. À cette liste, certains ajoutent une Héracléide sur la base de deux scholies à Apollonios. En outre, Plutarque jette sur lui l'anathème, l'associant à Onomacrite et Prodicos, qui rendaient les oracles « inutilement pompeux et dramatiques » ».
Outre les témoignages, seuls cinq fragments subsistent - ou sept si l'on compte les scholies à Apollonios - dont quatre préservés par Pausanias. Ses écrits devaient être devenus assez rares déjà à l'époque romaine. Les fragments préservés permettent de ranger Cinéthon parmi les auteurs de généalogies épiques, comme Asios. Ils portent sur des figures laconiennes, descendants de Ménélas et Agamemnon, de Polycaon - mais aussi crétoises ou des fils de Jason. Égéon et le rôle de Chios dans les recherches d'Hylas sont évoqués dans les scholies à Apollonios.